# Semaškov model socialistične zdravstvene službe
Semaškov model socialistične zdravstvene službe je model zdravstvenega varstva, ki temelji na socialističnih načelih in je nastal v Sovjetski zvezi kot odgovor na Beveridgev model nacionalne zdravstvene službe, razlika med njima pa je samo ideološka. Izhaja namreč iz istega načina razmišljanja, da je država odgovorna za zdravstveno varstvo svojih državljanov. Semaško je namreč trdil, da je socialistična družba preko svojih državnih institucij (vlada, parlament, zdravstvene ustanove...) dolžna zagotoviti svojim prebivalcem vse dobrine povezane z zdravjem brez doplačil in na najvišji kakovostni ravni. Privatna praksa v tem pogledu, jasno, ni možna.